# Gregorio Ricci-Curbastro

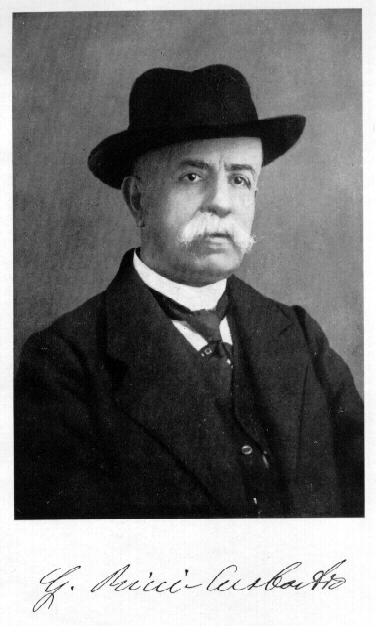
Gregorio Ricci-Curbastro

Gregorio Ricci-Curbastro (Lugo di Romagna, 12 januari 1853 - 6 augustus 1925) was een Italiaanse wiskundige. Hij is het meest bekend als de uitvinder van de tensorrekening, maar publiceerde belangrijk werk op veel wiskundige gebieden.
Zijn beroemdste publicatie, The Absolute differentiaalrekening, werd onder de naam Ricci gepubliceerd. Zijn mede-auteur voor dit artikel was zijn voormalige student Tullio Levi-Civita. Dit was de enige keer dat Ricci-Curbastro in een publicatie gebruik maakte van de verkorte vorm van zijn naam, en dat blijft tot de huidige dag tot  verwarring leiden.